# Agnė Simonavičiūtė
Agnė Simonavičiūtė (ur. 1995 w Kownie) – litewska pilotka balonów na ogrzane powietrze. Wicemistrzyni świata (2018) i Europy (2017).

## Życiorys
Urodziła się w Kownie w 1995 roku. Przygodę z baloniarstwem rozpoczęła w 2008 roku od funkcji sędziego zawodów. W 2020 roku ukończyła studia na Uniwersytecie Technicznym w Kownie na Wydziale Inżynierii Mechanicznej i Konstrukcji i kierunku inżynieria lotnicza. W 2021 roku była ambasadorem projektu Kowno – Europejska Stolica Kultury 2022.

## Osiągnięcia
- 2017: 4. Mistrzostwa Europy Kobiet w Balonach na Ogrzane Powietrze w Lesznie – 2. miejsce[4]
- 2018: 3. Mistrzostwa Świata Kobiet w Balonach na Ogrzane Powietrze w Nałęczowie – 2. miejsce[5]
- 2014: 1. Mistrzostwa Świata Kobiet w Balonach na Ogrzane Powietrze 1st FAI Womens World Hot Air Balloon Championship 2014 – 3. miejsce[6]